# Metaphycus cassiae
Metaphycus cassiae är en stekelart som beskrevs av Singh och Hayat 2005. Metaphycus cassiae ingår i släktet Metaphycus och familjen sköldlussteklar. Inga underarter finns listade i Catalogue of Life.